# Feuerleiteinrichtung FWL-59
Die Feuerleiteinrichtung FWL-59, auch Feuerleitwagen 59, war ein in der DDR entwickeltes und in der Truppenluftabwehr der Nationalen Volksarmee eingesetztes Führungsfahrzeug. 

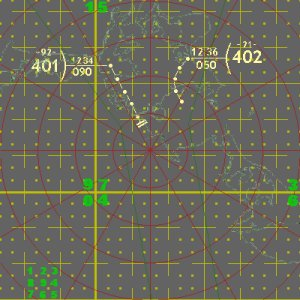
Luftlagekarte, wie sie in der NVA üblich war

Die Truppenluftabwehr der NVA war in den 1950er Jahren mit der 57-mm-Flak S-60 und der 100-mm-Flugabwehrkanone KS-19 ausgerüstet. Zur Feuerleitung standen dabei die Geschützrichtstationen GRS-4 und GRS-9 sowie später der Feuerleitkomplex RPK-1 zur Verfügung. Diese verfügten über die Möglichkeit der elektronischen Luftaufklärung, konnten auf den Sichtgeräten jedoch nur die vom eigenen Radargerät gelieferten Informationen darstellen. Ein Luftlagebild konnte damit nur eingeschränkt bereitgestellt werden. Innerhalb der Flakbatterien kam daher ab der zweiten Hälfte der 1960er Jahre die Batteriebefehlsstelle 66 zum Einsatz. Für die Führung der Flak-Regimenter und -abteilungen sowie die Führungsbatterien der Chefs Truppenluftabwehr der motorisierten Schützen- und Panzerdivisionen wurde in der zweiten Hälfte der 1950er Jahre die Feuerleiteinrichtung FWL-59 entwickelt und eingeführt.
Die Feuerleiteinrichtung war einfach aufgebaut. Als Trägerfahrzeug kam ein geländegängiger Lkw vom Typ Robur LO 1800 A mit einfachem Kofferaufbau zum Einsatz. Im Kofferaufbau des Lkw wurden zwei Luftlagekarten und die Fernmeldeausrüstung installiert. An Fernmeldemitteln standen zwei Funkgeräte R-109M, zwei Funkgeräte R-105M, zwei Funkempfänger EKB oder R-311, ein Funkempfänger R-313, eine Lautsprecheranlage mit Verstärker und vier Mithöreinrichtungen zur Verfügung. Aus dem Führerhaus des Lkw konnten die Funkgeräte für zwei Funkkreise fernbedient werden. Die Luftlagedaten wurden per Funk übermittelt und von Planzeichnern auf der Luftlagekarte eingetragen.
Wesentlichster Unterschied der weiterentwickelten Feuerleiteinrichtung FLW-59/1 war die Möglichkeit zur Fernbedienung des Nachrichtenknotens R-146. Dazu wurde ein Richtfunkgerät R-407 eingerüstet. Dafür entfielen die Funkgeräte R-105M. An Funkempfängern waren zwei R-311 und ein EKB vorhanden. Dazu kamen ein  Feldfernsprecher FF-63, eine Kommandeurssprechstelle KSS 10 und ein Kommandeursfernbediengerät KFG-2M.
Die Besatzung des Fahrzeuges bestand beim Einsatz in der Führungsbatterie des Chefs Truppenluftabwehr aus
- dem Chef Truppenluftabwehr der Division,
- dem Oberoffizier operative Arbeit,
- dem Offizier operative Arbeit,
- dem Gruppenführer,
- bis zu drei Planzeichnern.

Beim Einsatz im Flak-Regiment bzw. der Flak-Abteilung besetzten der Kommandeur und sein Stabschef anstelle des Chefs Truppenluftabwehr und des Oberoffiziers operative Arbeit den Feuerleitwagen.
Als Ende der 1970er Jahre die Fla-Raketenkomplexe 2K11 und 2K12 in die NVA eingeführt wurden, gelangten die vorhandenen Feuerleiteinrichtungen zusammen mit den S-60 zu den Mobilmachungsdivisionen, wo sie bis zur Auflösung der NVA verblieben. Die 100-mm-Flak KS-19 war bereits vorher ausgesondert wurden. Von der Bundeswehr wurden die Feuerleiteinrichtungen ebenso wie die zugehörige 57-mm-Flak nicht übernommen.